# 奥雷利亚诺·博洛涅西
奥雷利亚诺·博洛涅西（義大利語：Aureliano Bolognesi，1930年11月15日—2018年3月30日），意大利男子拳击运动员。他曾代表意大利参加1952年夏季奥林匹克运动会拳击比赛，获得男子轻量级金牌。